# 5e Match des étoiles de la Ligue continentale de hockey
Match précédent Match suivant
Le 5e Match des étoiles de la Ligue continentale de hockey, la Kontinentalnaïa Hokkeïnaïa Liga, se déroule le 13 janvier 2013 à la Traktor Arena de Tcheliabinsk en Russie. Il oppose la Conférence de l'Est d'Alekseï Morozov à la Conférence de l'Ouest d'Ilia Kovaltchouk.

## Composition des équipes
Les joueurs ayant participé au match sont les suivants :
| Numéro        | Nom                  | Équipe                 | Poste |
| ------------- | -------------------- | ---------------------- | ----- |
| 83            | Vassili Kochetchkine | Severstal Tcherepovets | G     |
| 31            | Rastislav Staňa      | HK CSKA Moscou         | G     |
| 81            | Aleksandr Riazantsev | Severstal Tcherepovets | D     |
| 38            | Kevin Dallman        | SKA Saint-Pétersbourg  | D     |
| 63            | Ondřej Němec         | HC Lev Prague          | D     |
| 27            | Staffan Kronwall     | Lokomotiv Iaroslavl    | D     |
| 77            | Ilia Gorokhov        | OHK Dinamo             | D     |
| 7             | Dmitri Kalinine      | SKA Saint-Pétersbourg  | D     |
| 13            | Pavel Datsiouk       | HK CSKA Moscou         | A     |
| 17            | Ilia Kovaltchouk     | SKA Saint-Pétersbourg  | A     |
| 47            | Aleksandr Radoulov   | HK CSKA Moscou         | A     |
| 14            | Tim Stapleton        | Dinamo Minsk           | A     |
| 93            | Nikolaï Jerdev       | Atlant Mytichtchi      | A     |
| 94            | Aleksandr Koroliouk  | Vitiaz Tchekhov        | A     |
| 82            | Sergueï Chirokov     | HK CSKA Moscou         | A     |
| 16            | Sergueï Plotnikov    | Lokomotiv Iaroslavl    | A     |
| 18            | Mikhaïl Varnakov     | Torpedo Nijni Novgorod | A     |
|               |                      |                        |       |
| Oļegs Znaroks | Oļegs Znaroks        | OHK Dinamo             | E     |
| Jukka Jalonen | Jukka Jalonen        | SKA Saint-Pétersbourg  | E     |
| Tom Rowe      | Tom Rowe             | Lokomotiv Iaroslavl    | E     |

| Numéro            | Nom                   | Équipe                   | Poste |
| ----------------- | --------------------- | ------------------------ | ----- |
| 30                | Konstantin Barouline  | Ak Bars Kazan            | G     |
| 34                | Michael Garnett       | Traktor Tcheliabinsk     | G     |
| 5                 | Ilia Nikouline        | Ak Bars Kazan            | D     |
| 75                | Renat Mamachev        | Neftekhimik Nijnekamsk   | D     |
| 77                | Anton Belov           | Avangard Omsk            | D     |
| 82                | Ievgueni Medvedev     | Ak Bars Kazan            | D     |
| 9                 | Viktor Antipine       | Metallourg Magnitogorsk  | D     |
| 2                 | Deron Quint           | Traktor Tcheliabinsk     | D     |
| 92                | Ievgueni Kouznetsov   | Traktor Tcheliabinsk     | A     |
| 10                | Sergueï Moziakine     | Metallourg Magnitogorsk  | A     |
| 12                | Jori Lehterä          | Sibir Novossibirsk       | A     |
| 88                | Jakub Petružálek      | Amour Khabarovsk         | A     |
| 92                | Alekseï Morozov       | Ak Bars Kazan            | A     |
| 67                | Tomáš Záborský        | Avangard Omsk            | A     |
| 37                | Aleksandr Perejoguine | Avangard Omsk            | A     |
| 11                | Dmitri Kagarlitski    | Metallourg Novokouznetsk | A     |
| 23                | Igor Skorokhodov      | Iougra Khanty-Mansiïsk   | A     |
|                   |                       |                          |       |
| Valeri Belooussov | Valeri Belooussov     | Traktor Tcheliabinsk     | E     |
| Paul Maurice      | Paul Maurice          | Metallourg Magnitogorsk  | E     |
| Petri Matikainen  | Petri Matikainen      | Avangard Omsk            | E     |

## Feuille de match
| 13 janvier 2013 | Conférence Est | 18-11 (6-3, 7-3, 5-5) | Conférence Ouest | 6 500 spectateurs |

| Feuille de match  | Feuille de match | Feuille de match | Feuille de match | Feuille de match                                                                           |
| ----------------- | --- | --- | --- | ------------------------------------------------------------------------------------------ |
|                   | Kouznetsov (Petruzalek) Zaborsky (Nikouline, Perejoguine) Mamachev (Perejoguine) Skorokhodov (Kagarlitski, Lehterä) Kagarlitski (Lehterä) Kouznetsov Kouznetsov (Nikouline) Quint (Lehterä) Lehterä Morozov (Moziakine) Morozov (Nikouline) Mamachev (Zaborski, Petruzalek) Quint (Kagarlistki, Lehterä) Moziakine Kouznetsov Kagarlistki (Lehterä, Skorokhodov) Skorokhodov (Quint) Petruzalek (Perejoguine, Zaborski) | 1-0 2-0 2-1 2-2 2-3 2-4 2-5 2-6 3-6 3-7 4-7 4-8 5-8 5-9 5-10 5-11 5-12 6-12 6-13 6-14 6-15 7-15 7-16 7-17 7-18 8-18 9-18 10-18 11-18 | Kovaltchouk (Radoulov) Koroliouk (Jerdev) Chirokov (Jerdev) Jerdev (Chriokov) Radoulov (Datsiouk) Kovaltchouk (Radoulov) Koroliouk (Chirokov) Varnakov (Stapleton, Plotnikov) Chirokov Varnakov (Koroliouk, Chirokov) Kovaltchouk (Radoulov, Datsiouk) | Arbitrage : Viatcheslav Boulanov Konstantin Olenine Konstantin Gordenko Sergueï Chelianine |
| Barouline Garnett | Gardiens | Kochetchkine Stana | | Arbitrage : Viatcheslav Boulanov Konstantin Olenine Konstantin Gordenko Sergueï Chelianine |
| 0 min             | Pénalités | 0 min | | Arbitrage : Viatcheslav Boulanov Konstantin Olenine Konstantin Gordenko Sergueï Chelianine |
| 51                | Tirs | 61 | | Arbitrage : Viatcheslav Boulanov Konstantin Olenine Konstantin Gordenko Sergueï Chelianine |

## Composition initiale
Les partisans votent pour élire sur le site du Match des étoiles les douze titulaires lors du coup d'envoi. Ils votent une seconde fois pour nommer le capitaine de chaque équipe soit Kovaltchouk pour l'ouest et Morozov pour l'est. Le tableau ci-dessous présente la composition initiale du match des étoiles qui comprend des joueurs de la Ligue nationale de hockey venus dans la KHL durant le lock-out 2012-2013.
En raison du début imminent de la saison, ces joueurs sont retournés en Amérique du Nord quelques jours avant le match des étoiles ; ils sont référencés dans les tableaux suivants par un astérisque. Seuls Ilia Kovaltchouk des Devils du New Jersey et Pavel Datsiouk des Red Wings de Détroit doivent participer au match des étoiles.
| Pos | Joueur                | Nationalité | Équipe                 | Voix   |
| --- | --------------------- | ----------- | ---------------------- | ------ |
| G   | Semion Varlamov*      | Russie      | Atlant Mytichtchi      | 26 344 |
| D   | Zdeno Chára*          | Slovaquie   | HC Lev Prague          | 29 073 |
| D   | Aleksandr Riazantsev  | Russie      | Severstal Tcherepovets | 26 760 |
| A   | Pavel Datsiouk        | Russie      | HK CSKA Moscou         | 33 731 |
| A   | Aleksandr Ovetchkine* | Russie      | OHK Dinamo             | 31 935 |
| A   | Ilia Kovaltchouk      | Russie      | SKA Saint-Pétersbourg  | 31 709 |

| Pos | Joueur               | Nationalité | Équipe                  | Voix   |
| --- | -------------------- | ----------- | ----------------------- | ------ |
| G   | Michael Garnett      | Canada      | Traktor Tcheliabinsk    | 26 396 |
| D   | Ilia Nikouline       | Russie      | Ak Bars Kazan           | 30 090 |
| D   | Sergueï Gontchar*    | Russie      | Metallourg Magnitogorsk | 28 699 |
| A   | Ievgueni Malkine*    | Russie      | Metallourg Magnitogorsk | 40 569 |
| A   | Ievgueni Kouznetsov  | Russie      | Traktor Tcheliabinsk    | 30 248 |
| A   | Siarheï Kastsitsyne* | Biélorussie | Avangard Omsk           | 30 152 |

### Autres joueurs sélectionnés
| Nom                  | Équipe                 | Poste |
| -------------------- | ---------------------- | ----- |
| Vassili Kochetchkine | Severstal Tcherepovets | G     |
| Kevin Dallman        | SKA Saint-Pétersbourg  | D     |
| Andreï Markov*       | Vitiaz Tchekhov        | D     |
| Staffan Kronwall     | Lokomotiv Iaroslavl    | D     |
| Ilia Gorokhov        | OHK Dinamo             | D     |
| Aleksandr Radoulov   | HK CSKA Moscou         | A     |
| Vladimir Tarassenko* | SKA Saint-Pétersbourg  | A     |
| Nicklas Bäckström*   | OHK Dinamo             | A     |
| Mikhaïl Varnakov     | Torpedo Nijni Novgorod | A     |
| Artiom Anissimov*    | Lokomotiv Iaroslavl    | A     |
| Mikhail Hrabowski*   | HK CSKA Moscou         | A     |

| Nom                   | Équipe                  | Poste |
| --------------------- | ----------------------- | ----- |
| Konstantin Barouline  | Ak Bars Kazan           | G     |
| Renat Mamachev        | Neftekhimik Nijnekamsk  | D     |
| Anton Belov           | Avangard Omsk           | D     |
| Alekseï Iemeline*     | Ak Bars Kazan           | D     |
| Victor Hedman*        | Barys Astana            | D     |
| Sergueï Moziakine     | Metallourg Magnitogorsk | A     |
| Jori Lehterä          | Sibir Novossibirsk      | A     |
| Jakub Petružálek      | Amour Khabarovsk        | A     |
| Alekseï Morozov       | Ak Bars Kazan           | A     |
| Tomáš Záborský        | Avangard Omsk           | A     |
| Aleksandr Perejoguine | Avangard Omsk           | A     |

- Deuxième ligne désignée par le vote des journalistes.